# Monte Tai
Situado a sul da cidade de Jinan, no centro da província de Xantum, China, o Monte Tai (chinês: 泰山, pinyin: Tài Shān) estende-se por mais de 200 km na direção leste-oeste com uma superfície de 426 km². No leste da planície do Huabei, o pico do Monte Tai, Yuhuangding, apesar de ter uma altitude de apenas 1545 metros, sobressai, entretanto, das baixas colinas e planícies que se encontram a seu redor num raio de várias centenas de quilómetros. 

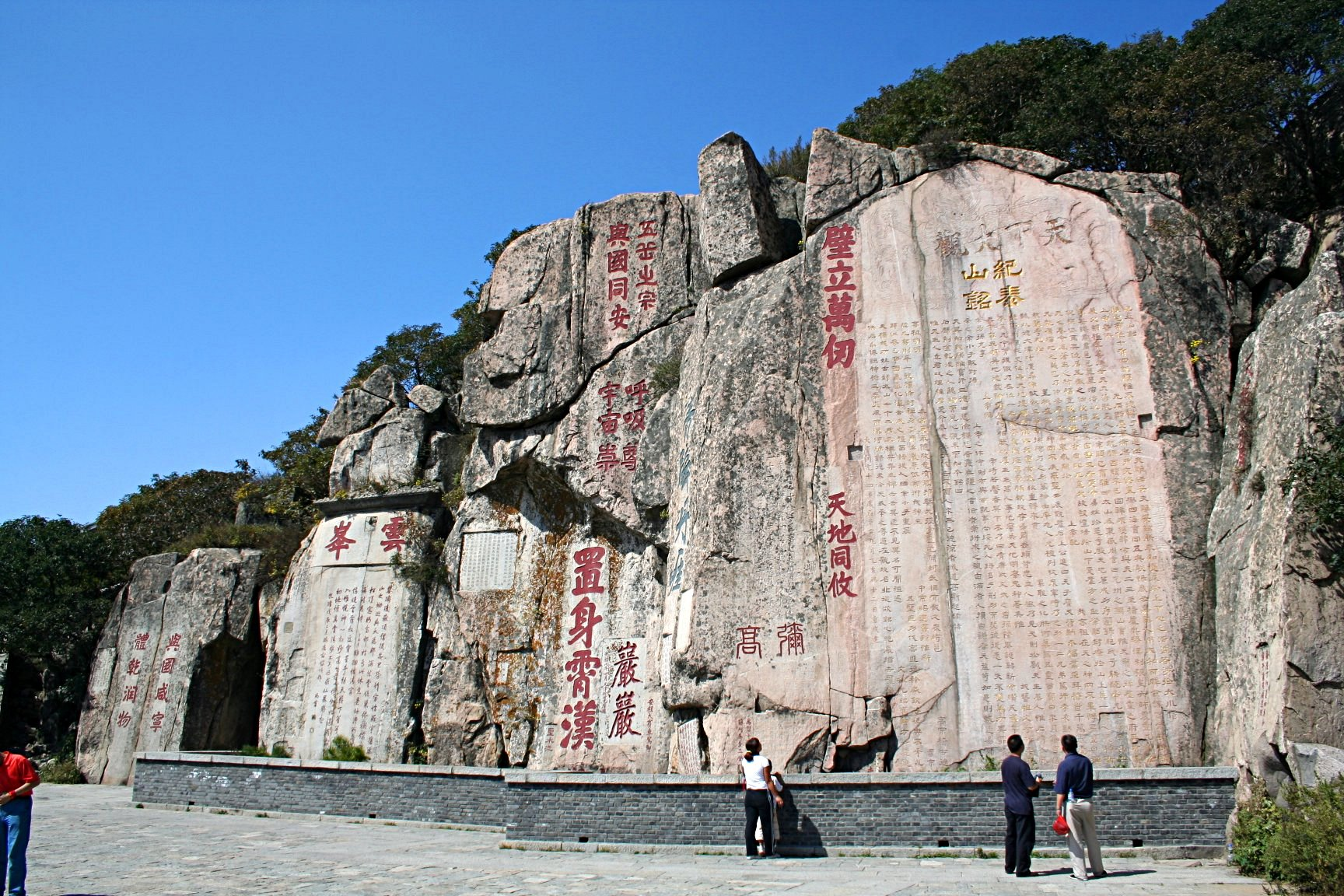
Inscrições no Monte Tai

O Monte Tai foi um local de peregrinação imperial durante quase dois mil anos, e as obras-primas artísticas contidas lá estão em harmonia perfeita com a paisagem natural. Sempre foi uma fonte de inspiração para os artistas e estudantes chineses, e simbolizou as antigas civilizações e crenças chinesas.  
É uma das Montanhas Sagradas da China, sendo considerada a mais sagrada de todas, e associada ao nascimento e renovação por ser a mais oriental.